# 富田村 (愛媛県)
富田村（とみたむら）は、愛媛県越智郡にあった村である。
1955年（昭和30年）に波止浜町、清水村、桜井町、乃万村、日高村とともに今治市へ編入され、自治体としては消滅した。

## 地理
現在の今治市の南部、頓田川と竜登川に挟まれた地域。北は今治市及び清水村に、南は桜井町及び下朝倉村に、西は鴨部村に接し、東は燧灘（瀬戸内海）に面している。国鉄予讃本線が縦貫している。

## 歴史

### 略史
- 明治23年 - 上徳に富田尋常小学校設置。清水村・立花村・桜井村・下朝倉村と共同し組合立で河南高等小学校を設置。
- 明治43年 - 河南高等小学校廃校。
- 大正13年 - 国鉄讃予線開通、大字上徳に伊予富田駅設置。
- 昭和22年 - 富田中学校設置。

### 町の沿革
- 1889年12月15日 - 町村制施行に伴い東、上徳、松木、高市、町谷、喜田、宮ケ崎（一部）の7か村が合併して越智郡富田村が成立。大字上徳に役場をおく。
- 1955年2月1日 - 桜井町、清水村、日高村、乃万村、波止浜町とともに今治市へ編入され、自治体としての歴史を閉じる。

```
富田村の系譜
（町村制実施以前の村）　（明治期）　　　　　　　　　（昭和の合併）　（平成の合併）
　　　　　　　　　　　　町村制施行時
　　　　　　　　　　　　　　　　　う　　え　お　か　き　く
　　　　　　　　　　　今治町━━今治市━┳━┳━┳━┳━┳━━━━┓
　　　　　　　　　　　　　　　　　┃　　┃　┃　┃　┃　┃　　　　┃
　　　　　　　　　　　日吉村━━━┛　　┃　┃　┃　┃　┃　　　　┃
　　　　　　　　　　　近見村━━━━━━┛　┃　┃　┃　┃　　　　┃
　　　　　　　　　　　立花村━━━━━━━━┛　┃　┃　く　　　　┃
　　　　　　　　　　　桜井村━桜井町━━━━━━┫　┃　　　　　　┃
　　　　　　　　　　　　　　　い　　　　　　　　┃　┃　　　　　　┃
東　　　━━━┓　　　　　　　　　　　　　　　　┃　┃　　　　　　┃
上徳　　━━━┫　　　　　　　　　　　　　　　　┃　┃　　　　　　┃
松木　　━━━┫　　　　　　　　　　　　　　　　┃　┃　　　　　　┃
高市　　━━━┫　　　　　　　　　　　　　　　　┃　┃　　　　　　┃
町谷　　━━━╋━━━富田村━━━━━━━━━━┫　┃　　　　　　┃
喜田　　━━━┫　　　　　　　　　　　　　　　　┃　┃　　　　　　┃
宮ケ崎　━━━┛　　　　　　　　　　　　　　　　┃　┃　　　　　　┃
　　　　　　　　　　　清水村━━━━━━━━━━┫　┃　　　　　　┃
　　　　　　　　　　　日高村━━━━━━━━━━┫　┃　　　　　　┃
　　　　　　　　　　　乃万村━━━━━━━━━━┫　┃　　　　　　┃平成17年1月16日
　　　　　　　　　　　波止浜村━━波止浜町━━━┛　┃　　　　　　┃新設合併
　　　　　　　　　　　　　　　　　　あ　　　　　　　┃　　　　　　┣今治市
　　　　　　　　　　　　　　　　　　　　　　　　　　┃　　　　　　┃
　　　　　　　　　　　　　　　　　　　　吉海町━━━┻━━━━━━┫
　　　　　　　　　　　　　　　　　　　　　　　　　　　　　　　　　┃
　　　　　　　　　　　　　　　　　　　　　　　　　　　　く┃　　　┃
　　　　　　　　　　　　　　　　　　　　波方町━━━━━━┻━━━┫
　　　　　　　　　　　　　　　　　　　　朝倉村━━━━━━━━━━┫
　　　　　　　　　　　　　　　　　　　　玉川町━━━━━━━━━━┫
　　　　　　　　　　　　　　　　　　　　大西町━━━━━━━━━━┫
　　　　　　　　　　　　　　　　　　　　菊間町━━━━━━━━━━┫
　　　　　　　　　　　　　　　　　　　　宮窪町━━━━━━━━━━┫
　　　　　　　　　　　　　　　　　　　　伯方町━━━━━━━━━━┫
　　　　　　　　　　　　　　　　　　　　上浦町━━━━━━━━━━┫
　　　　　　　　　　　　　　　　　　　　大三島町━━━━━━━━━┫
　　　　　　　　　　　　　　　　　　　　関前村━━━━━━━━━━┛

あ – 明治41年1月1日 波止浜村が町制施行、波止浜町に
い – 大正6年10月1日 桜井村が町制施行、桜井町に
う – 大正9年2月11日 今治市、日吉村と合併、市制施行
え – 昭和8年2月11日 今治市が近見村を編入
お – 昭和15年1月1日 今治市が立花村を編入
か – 昭和30年2月1日 今治市が桜井町、富田村、清水村、日高村、乃万村を編入
き – 昭和30年8月1日 境界変更により吉海町より馬島を今治市へ編入
く – 昭和35年5月1日 境界変更により波方町大字大浦の一部を今治市へ編入
（注記）富田村以外の合併以前の系譜はそれぞれの市町村の記事を参照のこと。

```

## 地域
合併成立前の旧7か村がそのまま大字となった。
東（ひがし）、上徳（かみとく）、松木（まつぎ）、高市（たかいち）、町谷（まちや）、喜田（きた）、宮ケ崎（みやがざき、「みやがさき」と濁らない読み方をされることもある）
現在では、東は「東村」、喜田は「喜田村」と「村」が付けられる。

## 交通

### 鉄道
- 予讃本線 伊予富田駅

## 著名な出身者
- 矢内原忠雄（経済学者、東京大学総長）